# سامي سليمان
سامي سليمان أحمد كاتب وناقد مصري وأستاذ النقد والأدب العربى الحديث في كلية الآداب بجامعة القاهرة وُلد في العاشر من ديسمبر عام 1963 بمحافظة الجيزة، وحصل على درجة الليسانس من قسم اللغة العربية في كلية الآداب بجامعة القاهرة عام 1981 بتقدير جيد جدا مع مرتبة الشرف، وعُين معيدًا بقسم اللغة العربية في نفس الكلية عام 1985، ثم نال درجة الماجستير من نفس الجامعة في الأدب العربي الحديث في يونيو من عام 1994 بتقدير ممتاز عن دراسة حول مسرح محمود دياب، وترقى إلى درجة مدرس مساعد بالكلية، ثم حصل على منحة من الهيئة الألمانية للتبادل العلمي ليستكمل دراسته في جامعة بامبرغ في ألمانيا عاميّ 1995 و1996، ثم نال درجة الدكتوراه عام 1999 في النقد العربي الحديث بتقدير ممتاز مع مرتبة الشرف الأولى مع التوصية بطبع الرسالة، عن دراسة له بعنوان «النقد المسرحي عند نقاد الاتجاه الاجتماعي في مصر 1945 – 1967».

## مسيرته المهنية
عُين سامي سليمان معيدا بقسم اللغة العربية في كلية الأداب بجامعة القاهرة عام 1985، وتدرج في المناصب الأكاديمية، فأصبح مرسا مساعدًا بالكلية عام 1994، ثم مدرسًا عام 1999، ثم أصبح أستاذًا مساعدا في عام 2004، ثم حصل على درجة الأستاذية ودرَّس مقررات النقد العربي الحديث، وفن المسرح، والفن القصصي، والشعر العربي الحديث، وموسيقى الشعر، والعروض والقافية، ومناهج البحث الأدبي، ومذاهب الأدب، والفكر المعاصر، وعلم اجتماع الأدب، وتحليل النصوص الأدبية.
انتدب الدكتور سامي سليمان في الفترة ما بين عامي 1988 و1989 لتدريس الأدب العربي في كلية الآداب بجامعة بني سويف، ثم انتدب للتدريس في كلية الإعلام بجامعة القاهرة عامي 1990 و1991، ثم في كلية الاقتصاد والعلوم السياسية بجامعة القاهرة عامي 2001 و2002، ثم في الجامعة الأمريكية بالقاهرة، كما انتدب عامي 1999 و2000 للتدريس بكلية الأداب بجامعة الخرطوم.
عمل الدكتور سامي سليمان أيضًا كأستاذ زائر بقسم اللغة العربية في عدد من جامعات العالم، مثل جامعة أوساكا للدراسات الأجنبية باليابان عامي 2004 و2005، وجامعة برلين الحرة بألمانيا.

## مؤلفاته
ألف سامي سليمان العديد من المؤلفات والدراسات الأدبية والنقدية، ومنها:
- الخطاب النقدى والأيديولوجيا - دراسة للنقد المسرحى عند نقاد الاتجاه الاجتماعى في مصر (1945 – 1967): صدر عام 2002 عن دار قباء للطباعة والنشر والتوزيع بالقاهرة.
- كتابة السيرة النبوية عند رفاعة الطهطاوى - دراسة في التشكيل السردى والدلالة: صدر عام 2002 عن مكتبة الثقافة العربية بالقاهرة.
- خطاب التجديد النقدى عند أحمد ضيف مع النص الكامل لكتابه «مقدمة لدراسة بلاغة العرب»: صدر عام 2003 عن مكتبة الآداب بالقاهرة.
- مدخل إلى دراسة النص الأدبي المعاصر - قراءات نقدية تطبيقية: صدر عام 2003 عن مكتبة الآداب بالقاهرة.
- الذات وحلم تغيير الواقع - قراءة في قصيدة الجامعة لمحمد سليمان: صدر عام 2004 عن مكتبة الآداب بالقاهرة.
- البداية المجهولة لتجديد الدرس النحوي في العصر الحديث القرن الثامن عشر وكتاب بحث المطالب: صدر عام 2004 عن مكتبة الثقافة الدينية بالقاهرة.
- حفريات نقدية - دراسات في نقد النقد العربى المعاصر: صدر عن مكتبة مركز الحضارة العربية بالقاهرة.
- آفاق الخطاب النقدي دراسات في نقد النقد العربي، مكتبة الأنجلو المصرية
- الشعر والسرد - تأصيل نظري ومداخل تأويلية: صدر عام 2012 عن الهيئة العامة لقصور الثقافة ضمن سلسلة كتابات نقدية.[2]
- التمثل الثقافى وتلقى الأنواع الأدبية الحديثة - تجربة النقد العربى في النصف الثانى من القرن التاسع عشر: صد عن مكتبة الآداب بالقاهرة.

## الجوائز والتكريمات
حظي الكاتب والناقد سامي سليمان بتكريم العديد من الجهات المحلية والعربية، وحصل على عدد من الجوائز الأدبية، والتي من أهمها:
- جائزة ساويرس للثقافة في فرع النقد الأدبي لعام 2014 مناصفة مع الناقد حاتم الجوهرى.[3]
- درع ملتقى رؤى للإبداع والنقد من اتحاد كتاب مصر عام 2018.[4]
- تكريم مكتبة مصر العامة بالقاهرة عام 2015.[5]